# Harry Staaf
Gustaf Harry Staaf, född 4 juni 1939 i Västra Eneby församling i Östergötlands län, död 23 februari 2022 i Stafsinge distrikt i Hallands län, var en svensk kristdemokratisk politiker, som mellan 1991 och 1994 var riksdagsledamot för Kristdemokraterna i Hallands läns valkrets.